# 1461
سنة 1461 كانت سنة بسيطة تبدأ يوم الخميس (الرابط يظهر نموذج التقويم الكامل للسنة) من التقويم اليولياني.

## مواليد
- ابن الديبع الشيباني

## وفيات
- أفونسو الأول دوق براغانزا
- أندرو ترولوب
- الأشرف سيف الدين إينال
- جورج فون بيورباخ
- جون كليفورد (بارون دي كليفورد التاسع)
- شارل السابع ملك فرنسا
- كارلوس الرابع ملك نافارا
- محمد أمين الأسترآبادي محدث إيراني
- محمد بن فلاح بن هبة الله
- هانس آكر فنان ألماني
- هنري بيرسي (إيرل نورثمبرلاند الثالث)